# سرگئی کاراپتیان (نوازنده دودوک)
سرگئی کاراپتیان (سریوژی ایشخانی کاراپتیان، لالیک) (ارمنی: Սերգեյ Կարապետյան (Սերյոժա Իշխանի Կարապետյան, Լալիկ)؛ زادهٔ ۲۰ آوریل ۱۹۳۳ - درگذشتهٔ ۲۵ سپتامبر ۲۰۱۵)  اهل ارمنستان است.

## زندگی‌نامه
وی در ۲۰ آوریل ۱۹۳۳ در ایروان به دنیا آمد و از فارغ‌التحصیل گشت. وی برنده جوایزی همچون مدال موسس خورناتسی و هنرمند شایسته ارمنستان شوروی است. وی در ۲۵ سپتامبر ۲۰۱۵ در سن ۸۲ سالگی در ایروان درگذشت.